# Dawit Kwatschadse
Dawit Kwatschadse (* 25. Dezember 1951 in Tiflis) ist ein ehemaliger sowjetischer Boxer georgischer Abstammung. Er wurde 1977 Europameister im Halbschwergewicht.

## Werdegang
Dawit Kwatschadse begann als Jugendlicher in Tiflis mit dem Boxen. Er war während seiner ganzen Karriere Mitglied von Burewestnik Tiflis. „Burewestnik“ war in der Sowjetunion die Sportorganisation der Universitäten und Hochschulen. Bei einer Größe von 1,80 Metern wog er als Erwachsener ca. 80 kg und boxte im Halbschwergewicht.
Das erste von ihm bekannte Ergebnis stammt von der sowjetischen Meisterschaft 1974. Dort schied er aber schon in der Runde der letzten „32“ gegen Juri Chitalkin aus und belegte deshalb nur den 17. Platz. 1975 kam er bei dieser Meisterschon bis in das Viertelfinale, in dem er gegen Juri Bystrow nach Punkten unterlag und deshalb auf dem 5. Platz landete. Bereits 1976 gelang es ihm dann erstmals sowjetischer Meister im Halbschwergewicht zu werden, wobei er im Finale Wiktor Jegorow nach Punkten schlug. Bei den Olympischen Spielen dieses Jahres in Montreal wurde er aber nicht eingesetzt.
1977 wurde Dawit Kwatschadse mit einem Punktsieg im Finale über Wiktor Jerofejew wieder sowjetischer Meister und startete dann auch bei der Europameisterschaft in Halle (Saale). Er kam dort zu einem Disqualifikations-Sieg in der 1. Runde über Fred Serres, Luxemburg, zu einem Abbruch-Sieg in der 2. Runde über Rauno Pellikainen, Finnland und im Endkampf zu einem Punktsieg (5:0 Richterstimmen) über Ottomar Sachse aus der DDR und wurde damit Europameister. 
Bei der sowjetischen Meisterschaft 1978 konnte Dawit Kwatschadse seinen Titel nicht verteidigen, denn er verlor im Finale gegen Anatoli Klimanow nach Punkten und auch 1979 wurde er nicht sowjetischer Meister, denn er verlor in diesem Jahr gegen den Litauer Algirdis Jancauskas nach Punkten und kam damit auf den 3. Platz. 1980 gelang es ihm dann aber zum dritte Mal sowjetischer Meister zu werden. Er besiegte dabei im Finale Wladimir Schin nach Punkten. Er wurde auch bei den Olympischen Spielen in Moskau eingesetzt. Im Halbschwergewicht siegte er dabei in seinem ersten Kampf über Andrew Straughn aus Großbritannien durch Abbruch in der 2. Runde. Im Viertelfinale unterlag er aber gegen Slobodan Kačar aus Jugoslawien nach Punkten (1:4) und schied aus. Kacar wurde dann auch Olympiasieger. 
Danach beendete Dawit Kwatschadse seine Boxerlaufbahn.

## Internationale Erfolge
| Jahr | Platz | Wettbewerb                        | Gewichtsklasse | Ergebnis |
| 1977 | 1.    | EM in Halle (Saale)               | Halbschwer     | nach einem DQ-Sieg in der 1. Runde über Fred Serres, Luxemburg, einem Abbruch-Sieg in der 2. Runde über Rauno Pellikainen, Finnland und einem Punktsieg über Ottomar Sachse, DDR (5:0) |
| 1977 | 3.    | Feliks-Stamm-Memorial in Warschau | Halbschwer     | nach einem Punktsieg über Rauno Pellikainen und einer Abbruch-Niederlage (Verletzung) in der 3. Runde gegen John Odhiambo, Uganda                                                      |
| 1980 | 5.    | OS in Moskau                      | Halbschwer     | nach einem Abbruch-Sieg in der 2. Runde über Andrew Straughn, Großbritannien und einer Punktniederlage (1:4) gegen Slobodan Kačar, Jugoslawien                                         |

## Länderkämpfe
| Jahr | Ort         | Begegnung       | Gewichtsklasse | Ergebnis                                      |
| 1976 | Las Vegas   | USA gegen UdSSR | Schwer         | Punktniederlage gegen Woody Clark             |
| 1977 | Las Vegas   | USA gegen UdSSR | Halbschwer     | Punktsieg über Rick Jester                    |
| 1977 | Milwaukee   | USA gegen UdSSR | Halbschwer     | Punktsieg über James Tillis                   |
| 1977 | Las Vegas   | USA gegen UdSSR | Schwer         | Punktsieg über Marty Capasso                  |
| 1977 | New Orleans | USA gegen UdSSR | Schwer         | Punktsieg über Tom Hill                       |
| 1980 | Tiflis      | UdSSR gegen USA | Halbschwer     | Abbruch-Sieg in der 3. Runde über Lonnie Epps |

## Sowjetische Meisterschaften
| Jahr | Platz | Gewichtsklasse | Ergebnis                                                                      |
| 1974 | 17.   | Halbschwer     | nach einer Punktniederlage in der Runde der letzten „32“ gegen Juri Chitalkin |
| 1975 | 5.    | Halbschwer     | nach einer Punktniederlage im Viertelfinale gegen Juri Bystrow                |
| 1976 | 1.    | Halbschwer     | nach einem Punktsieg im Finale über Wiktor Jegorow                            |
| 1977 | 1.    | Halbschwer     | nach einem Punktsieg im Finale über Wiktor Jerofejew                          |
| 1978 | 2.    | Halbschwer     | nach einer Punktniederlage im Finale gegen Anatoli Klimanow                   |
| 1979 | 3.    | Halbschwer     | nach einer Punktniederlage im Halbfinale gegen Algirdis Jancauskas            |
| 1980 | 1.    | Halbschwer     | nach einem Punktsieg über Wladimir Schin                                      |

## Erläuterungen
- OS = Olympische Spiele, EM = Europameisterschaft
- Gewichtsklassen: Halbschwergewicht, bis 81 kg, Schwergewicht, über 81 kg Körpergewicht